# Cingétorix (Galia)
Cingétorix (fl. 54 a. C. - 53 a. C.; del celta: "Rey de las marchas" o "Rey de la guerra") fue uno de los dos caudillos que lucharon para lograr la supremacía de los tréveros en la Galia. César le apoyó en su guerra contra Induciomaro. Sin embargo, este persuadió a los tréveros a que se unieran a la revuelta iniciada de los eburones por Ambíorix (54 a. C.). Induciomaro declaró a Cingétorix enemigo público y este huyó a pedir ayuda al legado de César, Tito Labieno, que derrotó y asesinó a Induciomaro en un combate de caballería.